# Cradle Will Rock
Cradle Will Rock – amerykański dramat historyczny w reżyserii Tima Robbinsa.

## Fabuła
Nowy Jork, rok 1937. Grupa aktorów chce wystawić sztukę Marca Blitzsteina pt. The Cradle Will Rock. Reżyserem jest sam Orson Welles. Sztuka buntuje przeciw kapitalistycznemu systemowi, którym owładnięty jest Nowy Jork, i wróży mu porażkę, stąd nazwa The Cradle Will Rock, czyli Posady runą. W końcu rząd zakazuje grać aktorom pod groźbą wyrzucenia ich ze związków zawodowych, co w czasach wielkiego kryzysu jest równoznaczne z utratą pracy. Do wystawienia sztuki jednak dochodzi, początkowo wystawia ją sam autor Blitzstein, lecz w czasie jej grania dołączają się kolejni aktorzy, odgrywając swoje role. Równocześnie w filmie ukazany jest wątek handlu obrazami Leonarda da Vinci przez Benita Mussoliniego, w celu zarobieniu na rozwijanie wojska faszystowskiego, czego pośredniczką jest Margherita Sarfatti. Ukazany jest też konflikt między Diego Riverą a Nelsonem Rockefellerem, gdy Diego maluje na ścianie Rockefeller Center podobiznę Lenina; nieudana kariera brzuchomówcy i alkoholika Tommy’ego Circkshawa, oraz upadek teatru. Tłem filmu jest Nowy Jork lat 30. XX w., w którym toczy się nieustanny spór między demokratami, komunistami a faszystami, oraz starania ludzi o przetrwanie w czasach kryzysu i w obliczu nadchodzącej wojny. Film łączy w sobie wydarzenia i postacie fikcyjne oraz prawdziwe.

## Obsada
| Aktor             | Rola                                   |
| ----------------- | -------------------------------------- |
| Hank Azaria       | Marc Blitzstein                        |
| Bob Balaban       | Harry Hopkins                          |
| Jack Black        | Sid                                    |
| Rubén Blades      | Diego Rivera                           |
| Corina Katt Ayala | Frida Kahlo                            |
| Joan Cusack       | Hazel Huffman                          |
| John Cusack       | Nelson Rockefeller                     |
| Cary Elwes        | John Houseman                          |
| Kyle Gass         | Larry                                  |
| Philip Baker Hall | Gray Mathers                           |
| Paul Giamatti     | Carlo                                  |
| Barnard Hughes    | Frank Marvel                           |
| Peter Jacobson    | Silvano                                |
| Cherry Jones      | Hallie Flanagan, producentka teatralna |
| Angus Macfadyen   | Orson Welles                           |
| Audra McDonald    | piosenkarka „Joe Worker”               |
| Bill Murray       | Tommy Crickshaw                        |
| Vanessa Redgrave  | hrabina Konstancja LaGrange            |
| Gil Robbins       | kongresman Joe Starnes                 |
| Susan Sarandon    | Margherita Sarfatti                    |
| Jamey Sheridan    | John Adair                             |
| Barbara Sukowa    | Sophie Silvano                         |
| John Turturro     | Aldo Silvano                           |
| Emily Watson      | Olive Stanton                          |
| Harris Yulin      | kongresman Martin Dies Jr.             |
| Steven Tyler      | Lehman Engel                           |
| Gretchen Mol      | Marion Davies                          |
| David Costabile   | Bóbr                                   |
| Lynn Cohen        | Mama                                   |
| Sarah Hyland      | Giovanna                               |
| Boris McGiver     | mężczyzna na ulicy                     |
| Carrie Preston    | administratorka                        |

## Nagrody i nominacje
| Rok  | Nagroda                                             | Kategoria                                                          | Rezultat  |
| ---- | --------------------------------------------------- | ------------------------------------------------------------------ | --------- |
| 1999 | 52. Międzynarodowy Festiwal Filmowy w Cannes        | Złota Palma dla Tima Robbinsa                                      | Nominacja |
| 1999 | National Board of Review                            | Szczególne osiągnięcie filmowe dla Tima Robbinsa                   | Wygrana   |
| 2000 | Nagroda Satelita                                    | Najlepsza rola drugoplanowa w komedii dla Billa Murraya            | Nominacja |
| 2000 | Międzynarodowy Festiwal Filmowy w Stambule          | Nagroda People’s Choice (konkurs międzynarodowy) dla Tima Robbinsa | Wygrana   |
| 2000 | Kataloński Międzynarodowy Festiwal Filmowy w Sitges | Najlepszy film                                                     | Wygrana   |
| 2000 | Kataloński Międzynarodowy Festiwal Filmowy w Sitges | Najlepszy reżyser                                                  | Wygrana   |